# Oelixdorf
Oelixdorf er en by og kommune i det nordlige Tyskland, beliggende i Amt Breitenburg under Kreis Steinburg. Kreis Steinburg ligger i den sydvestlige del af delstaten Slesvig-Holsten.

## Geografi
Oelixdorf ligger tre kilometer øst for Itzehoe nord for floden Stör. I nærheden går Bundesstraße B206 og motorvejen A23.